# Fairview (Illinois)
Fairview – wieś w Stanach Zjednoczonych, w stanie Illinois, w hrabstwie Fulton.